# غونار زاور
غونار زاور (بالألمانية: Gunnar Sauer)‏ (من مواليد 11 يونيو، 1964) لاعب كرة قدم ألماني سابق يلعب بخط الدفاع، وقضى معظم مسيرته الرياضية مع نادي فيردر بريمن.
وقد شارك مع منتخب ألمانيا الغربية لكرة القدم في كأس الأمم الأوروبية سنة 1988 ولكنه كان على مقاعد الاحتياط ولم يلعب أي مباراة كلاعب أساسي في التشكيلة.

## الانجازات
- الدوري الألماني: 1988, 1993
- كأس ألمانيا: 1991, 1994; الوصيف: 1989, 1990

## روابط خارجية
- غونار زاور على موقع قاعدة بيانات كرة القدم.إي يو (الإنجليزية)
- غونار زاور على موقع بيانات كرة القدم. دي إي (الألمانية)
- غونار زاور على موقع عالم كرة القدم.نت (الإنجليزية)
- غونار زاور على موقع أوليمبيديا (الإنجليزية)